# Andris Dzenītis
Andris Dzenitis (né à Riga le 23 janvier 1978 ) est un compositeur, enseignant et publiciste letton.

## Biographie
Andris Dzenītis étudie au lycée musical spécial E. Dārziņš, notamment la composition avec Pēteris Vasks (1993-1996). Il poursuit sa formation en composition à l'École de musique et d'art dramatique de Vienne avec Kurt Schwercz (1996-1997), ainsi qu'à l' Académie de musique de Lettonie avec Pēteris Plakidis et à l'Académie de musique de Lituanie avec Osvaldas Balakauskas (1999-2003). Il poursuit ses études musicales à Stockholm (2002) avec Magnus Lindberg, Pär Lindgren et Bent Sørensen, et participe à plusieurs séminaires et classes de maîtres,.
Les œuvres d'Andris Dzenītis ont été jouées à la fois en Lettonie et dans le monde entier, elles sont dans le répertoire de nombreux ensembles et solistes de renommée mondiale, dont Ensemble Modern, Berlin et Amsterdam Radio Philharmonic Orchestra, Gran Canaria Philharmonic Orchestra, National belge et letton Orchestres symphoniques, chefs Peters Ētves, Anu Tali, Karel Mark Chichon, Andris Nelsons, Kroumata Percussion Ensemble (Suède), Silesian String Quartet (Pologne), Parrot (Écosse), Pierrot Lunaire Ensemble (Autriche), Caput (Islande), radio lettone Chœur, Sinfonietta Riga Orchestra, ainsi que bien d'autres.
Andris Dzenitis exerce également dans la critique musicale, le journalisme et la pédagogie. Il est rédacteur en chef du magazine Sun of Music depuis 2003. Il enseigne à la London Guildhall School of Music (2001) et à l' Académie lettone de la culture (2002-2004). De 2002 à 2014, il  organise des classes de maîtres pour de jeunes compositeurs des États baltes à Dundaga, Cēsis et Mazsalaca. Depuis 2005, il travaille comme professeur de composition aux lycées de musique J. Mediņš et Ventspils. Andris Dzenītis travaille également comme programmateur pour Latvijas Radio 3 Klasika.
Le Dzenītis Music Center est dominé par la musique symphonique, la musique de chambre, les genres vocaux-instrumentaux, mais Dzenītis travaille également dans le domaine de la musique électronique et  crée plusieurs œuvres scéniques.
Il écrit l'opéra de chambre multimédia Your Book of Silence (création au Théâtre national de Lettonie 2004) et l'opéra Dauka (création à l' Opéra national de Lettonie 2012).

## Distinctions
Il reçoit le Copyright Infinity Award (2003), est  nommé pour le "Kristaps the Great" (2004) pour la musique du documentaire Workshop in the Countryside, le long métrage Ash Sanatorium (2016), puis reçoit ce prix pour la musique du long métrage Firstborn (2017). Il remporte la 2ème place au Concours de Musique du Chœur E. Dārziņš à Riga (2005) et la 1ère place au Concours International P. Jurgenson des Jeunes Compositeurs à Moscou (2006). Grand Prix de Musique (2006) pour l'œuvre symphonique vocale « Fides. Spé. Caritas » et un concert pour saxophone avec l'orchestre« E (GO) » (2014). Sa composition symphonique « Postlude. Ice », créée à l'aide du matériel de l'opéra Dauka, a été nommée pour le Grand Prix de Musique et le prix annuel de la culture Dienas, et a été reconnue comme une nouvelle œuvre de l'année dans l'évaluation de la radio lettone 3 programmes « Klasika ».